# Агурбаш Микола Георгійович
Агурбаш Микола Георгійович (25 травня 1954, Ялта, Першотравневий район, Донецька область) — російський підприємець, музичний продюсер, меценат.

## Біографія
Закінчив економічний факультет МГУ. Обіймав посади головного економіста центрального статистичного управління Української РСР, завідувача сектором економіки управління Мінсільгоспу нечорноземної зони РРФСР. Захистив дисертацію кандидата економічних наук. Засновник і президент компанії Мортадель — великого російського виробника м'ясних виробів. Переможець Російського конкурсу «Менеджер року» в номінації «Молочна і м'ясопереробна промисловість» (1998, 2000), абсолютний переможець Російського конкурсу «Менеджер року — 2001». Серед хобі — заводчик та селекціонер породи голубів миколаївських хмарорізів.
Дружина Миколи Агурбаша — белорусько-російська співачка Анжеліка Агурбаш с 2004 по 2014.

### Благочинність

Анотаційна дошка на Грецькій площі Ялти

25 вересня 2005 у приазовському смт Ялта була відкрита Грецька площа, творцем якої став Микола Агурбаш. Микола Агурбаш також надає фінансову підтримку для святкування Національного свята Греції та православних свят у грецькій громаді Приазов'я, проведення фестивалю грецької культури Мега-Йорти, фестивалю грецької пісні імені Тамари Каци, він підтримує будівництво храмів і каплиць, меморіалів і грецьких пам'яток не тільки в Приазов'ї, але і в Росії та Білорусі. Митрополит Мінський і Білоруський Філарет нагородив Миколу Агурбаша на відзнаку його заслуг перед Православ'ям орденом Серафима Саровського.